# Одабрани бисери влашке музике
„Одабрани бисери влашке музике“ први је музички албум Слободана Домаћиновића. Албум је изашао 1980. године, у издању Београд диска. На њему се налази 12 пјесама:
1. Ла ф’нт’на дин раскруће (La fîntîna din răskruće – На извору код раскршћа)
2. Пентру дајка де ла муаре (Pentru dajka de la muare – Драгој млинарки)
3. Тот ам зис ма дук ма дук (Tot am zis mă duk mă duk – Увијек сам ти говорио, отићи ћу), највећи хит Слободана Домаћиновића, познат и као Стај, стај, ну пљека (Staј, staј, nu pljeka – Стани, стани, не иди)
4. Ин батрњеск шим паре рау (In batrnesk šim pare rau – Жао ми је што сам остарио)
5. Мај најкуца Ионеле (Măi năjkuca Ionele – Јоване, драгане)
6. Мај најкуца Јуане (Măi năjkuca Iuane – Драги мој, мој Иване)
7. Падуриће верде (Paduriće verde – Зелена шумице)
8. Ленуца (Lenuca – Ленка)
9. Флорићика ’н туњеката (Florićika n tunjekata – Цвјетићу увели)
10. Вино најкуљица ’н куа (Vino najkuljica n kua – Дођи ми, драгана)
11. Мулт јубит гриже а дуће (Mult iubit griže a duće – Бриго вољена)
12. Драга Марије (Draga Marije – Драга Марија)